# 彼得勒斯·普朗修斯

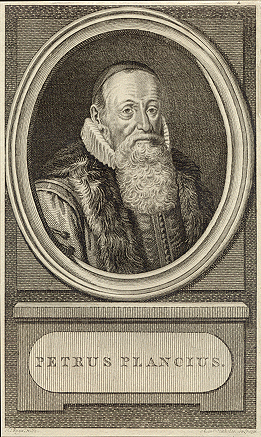
普朗修斯

彼得勒斯·普朗修斯（Petrus Plancius，1552年—1622年5月15日）是荷蘭弗拉芒的天文學家、製圖員、聖職者。創製獨角獸座、鹿豹座、天鴿座。
普朗修斯原名為Pieter Platevoet，出生於德拉諾特（Dranouter），今位於比利時西法蘭德斯省的赫弗蘭。 他曾在德國和英國學習神學，24歲時成為荷蘭改革宗教會的牧師。1585年，這座城市陷落於西班牙人手中，為了躲避宗教裁判的宗教審判，普朗修斯從布魯塞爾逃到阿姆斯特丹，他在那接觸到最近從葡萄牙帶來了航海圖，開始對航海和地圖學產生興趣，很快地，他就被公認為通往印度和附近「香料群島」的安全海上航線專家。這讓對這些區域的殖民及港口貿易得以實現，其中包括荷屬東印度群島，該地區以1602年成立的荷蘭東印度公司命名。他還看見了北冰洋的巨大潛力，並堅信東北航道的想法，直到1597年威廉·巴倫支的第三次航行失敗，似乎排除了其可行性才放棄。
由於他在地圖發展史上的開創性貢獻，普朗修斯被視為荷蘭製圖黃金時代（約1570年代至1670年代）的重要人物。

## 地圖繪製
1592年，普朗修斯出版了他最著名的世界地圖，名為《Nova et exacta Terrarum Tablea geographica et hydrographica》。他也發行了期刊和航海指南，並開發出一種新的經度測定方法，此外還推廣了用於航海圖的麥卡托投影。
普朗修斯是荷蘭東印度公司的創始人之一，為該公司繪製過100多幅地圖。
普朗修斯與新大陸探險家亨利·哈德遜熟識。
普朗修斯繪製過地圖《Exacta & accurata delinatio… regionibus China, Cauchinchina, Camboja, sive Champa, Syao, Malacca, Arracan & Pegu》，於1596年發表在揚·哈伊根·范林斯霍滕的暢銷書《東印度水路誌》（Itinerario）。

## 地圖

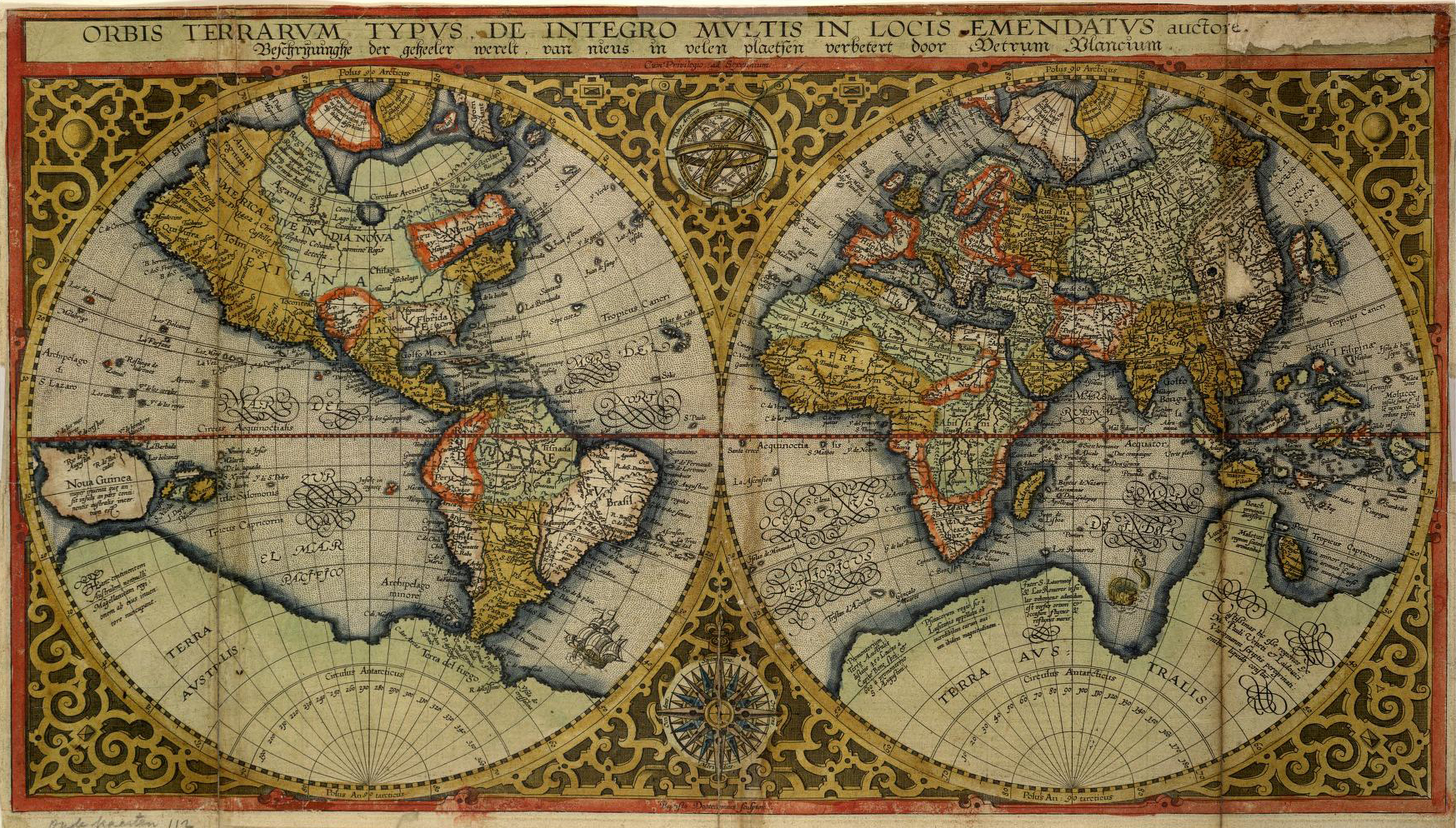
《世界》（Orbis Terrarum）1590
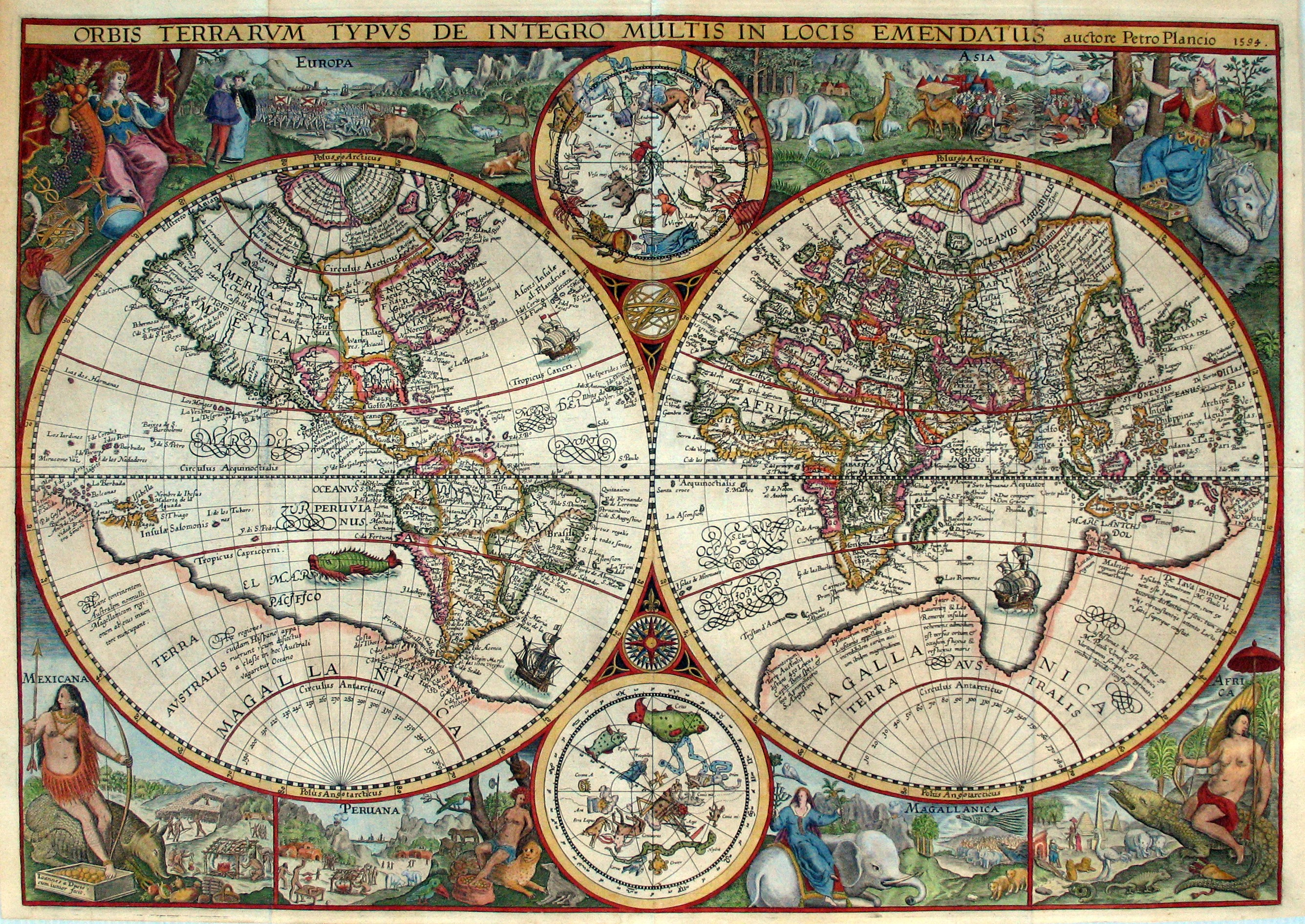
《世界》（Orbis Terrarum）1594
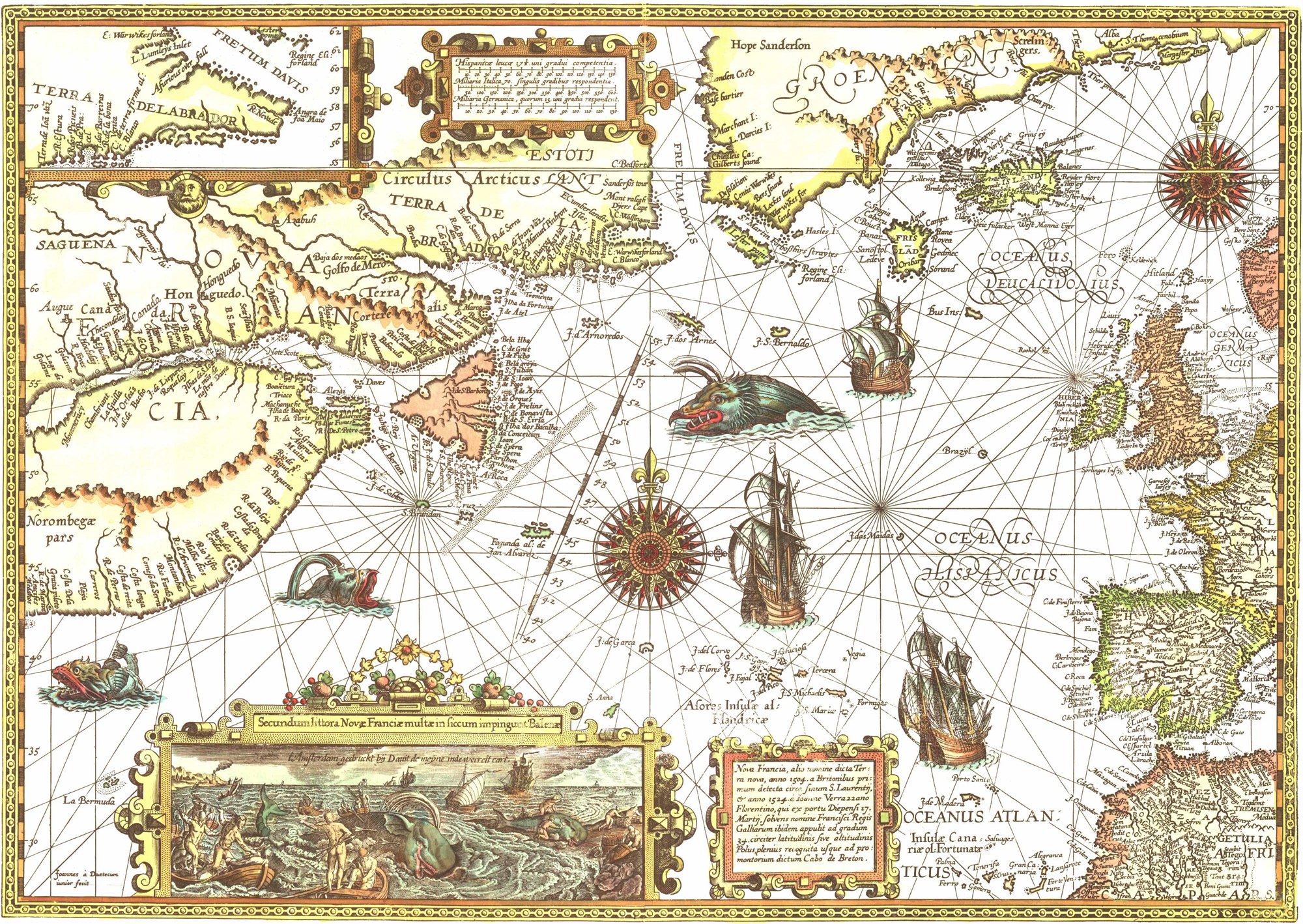
新法蘭西 .. 《新世界》（Terra Nova） 1592
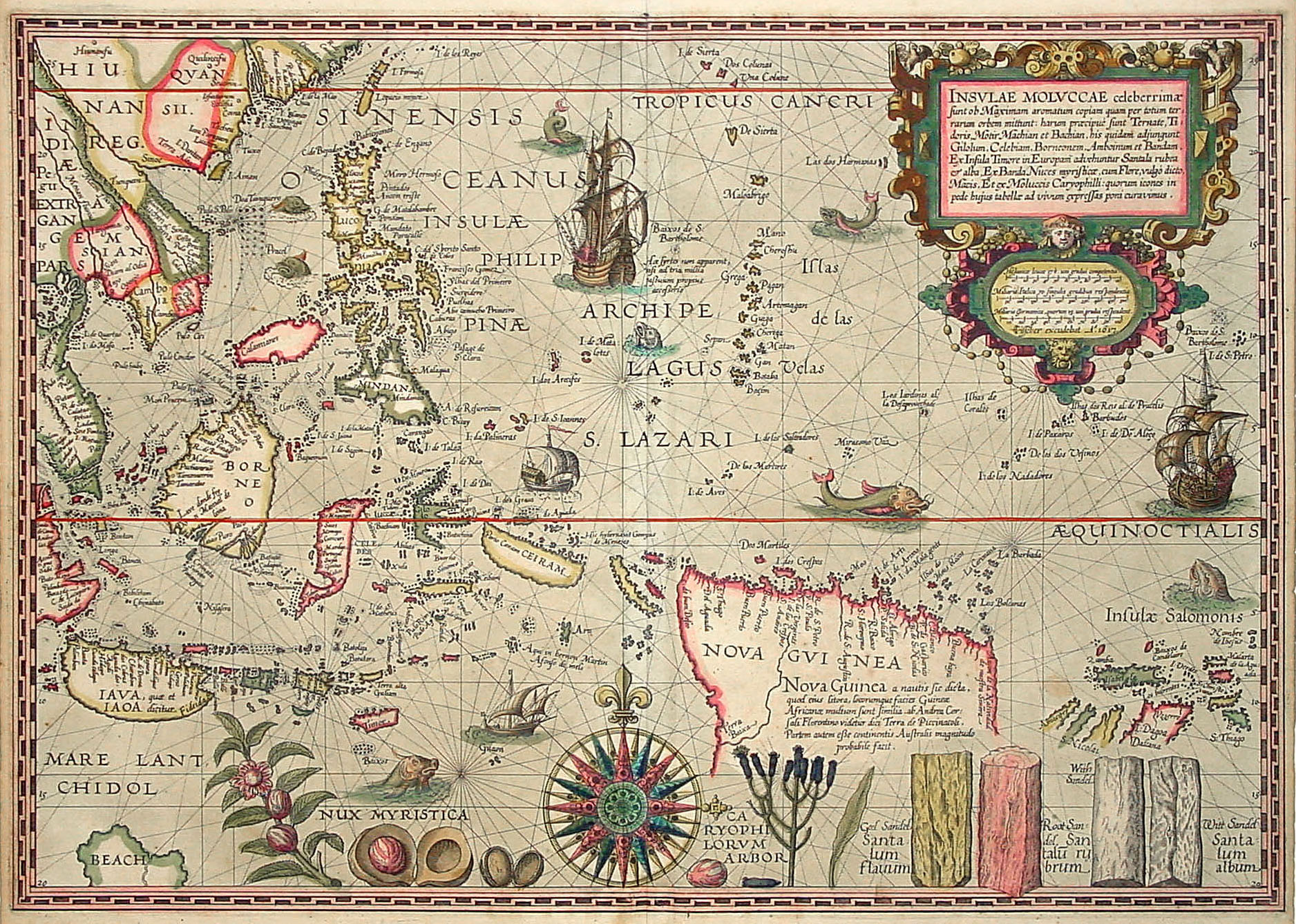
摩鹿加群島 1592

## 外部連結
- Star Tales Archive.today的存檔，存档日期2014-08-24 – the constellations of Petrus Plancius
- Minor planet 10648 Plancius （页面存档备份，存于）